# La Revolución del 50

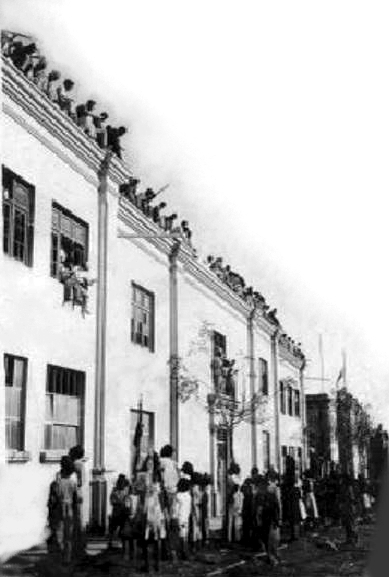
Los Alumnos del Colegio Independencia Ämericana toman el local del Colegio el día lunes 12 de junio de 1950

La Revolución del 50 es el nombre con el que se conoce a la histórica gesta y heroico enfrentamiento entre el alumnado del Colegio Nacional Independencia Americana y las Fuerzas Armadas del Perú, sucedido entre el 12 y el 15 de junio de 1950 en la ciudad de Arequipa, en el sur del Perú. Una huelga estudiantil, que pretendía hacer un reclamo al Director del Colegio, se convirtió en una guerra civil que se propagó por toda la ciudad. El detonante fue el intento de la policía en desalojar del plantel a los alumnos a la fuerza por orden del prefecto de Arequipa: Daniel Meza Cuadra, un Coronel autoritario subordinado del dictador Manuel A. Odría quien dio la orden de disparar. El alumnado, principalmente de 5to, 4to y tercero de secundaria opusieron feroz resistencia únicamente con ladrillos, y ante la negativa de abandonar el Colegio, se tuvo que ordenar a las tropas del ejército tomar el colegio por asalto, desencadenando una batalla que causó en un inicio un muerto, luego de lo cual, la Revolución se trasladó a las calles y la Plaza de Armas de la ciudad donde se levantaron barricadas para enfrentar al ejército. Semejante respuesta de la población se dio porque el Colegio Independencia es considerado en Arequipa como un colegio emblemático y muy querido, aquel que fue fundado por Simón Bolívar en 1827 y en el que han estudiado los más ilustres hombres que han hecho la historia de Arequipa y del Perú. Debido a la indignación del pueblo contra las Fuerzas Armadas, por el abuso cometido contra los estudiantes de éste Glorioso Colegio, la solidaridad fue multitudinaria.

## Lunes 12 de junio

### La Huelga
El lunes 12 de junio de 1950, Arequipa empezó a vivir una de las jornadas cívicas más importantes de su agitada vida Republicana. Los Estudiantes del Colegio Nacional de la Independencia Americana se habían declarado en huelga, reclamando contra el Director del plantel Juan Zela Koort, por las injusticias que se estaban dando en el interior del colegio. 
La población a las 8:00 de la mañana del lunes 12, fue sacudida por la alarma de la detonación de unos petardos de dinamita que fueron prendidos por el alumno Rómulo Gonzales. Después que el Brigadier General del Colegio dijera: ¡Viva el Perú!, al terminar de cantar el Himno Nacional, comenzó el grito de ¡Huelga!, ¡Huelga!... Frente a estos acontecimientos, las clases no pudieron dictarse normalmente, pues los alumnos, luego del violento anuncio, se declararon en Huelga Estudiantil, exigiendo varias reclamaciones en un pliego de reclamos que entregaron al Director Juan Zela Koort.

### El Pliego de Reclamos
Declarado el estado de Huelga por los alumnos del colegio, comisiones de estudiantes, previa entrega del Pliego de Reclamaciones, obligaron a salir del colegio al director y a los profesores que tenían que dictar clases ese día. Los alumnos se dispusieron a tomar posesión del colegio y a resguardarlo hasta el momento que concluyese la huelga estudiantil declarada.
Entre las reclamaciones presentadas por los alumnos de la “I” se conocen las siguientes:

- Rendición de cuentas de los fondos recaudados por el Club Escolar, que ascendía a la cantidad de S/. 25,000 soles de oro, provenientes de la cuota de S/16 por alumno.
- Supresión del Sistema Disciplinario del puntaje instaurado en el presente año, por considerarlo antipedagógico.
- Destitución del Director del Colegio, de algunos profesores y miembros del Cuerpo Disciplinario, por causas de incompetencia, despotismo, maltrato a los alumnos y otras causas más.
- Mal funcionamiento de la Biblioteca del Colegio, que no daba facilidades a los alumnos del Plantel, pero los profesores sí se llevaban los libros para su consulta personal.
- Mala alimentación de los alumnos del Internado.
- Mejoramiento del funcionamiento de los Gabinetes de Física y Laboratorio de Química.
- Asimismo, se reclamaba la desatención en el mantenimiento de los campos deportivos y del local de colegio, así como el decreto de Organización Estudiantil.

## Martes 13 de junio

### Las conversaciones
El prefecto de Arequipa, Daniel Meza Cuadra, comunica que si no deponen su actitud por las buenas habrá que sacarlos utilizando la fuerza pública. Ese día el Colegio estaba rodeado por piquetes de caballería. Horas antes se produjo el primer choque con la Policía: Los alumnos que salieron la noche anterior, al volver al Colegio se encontraron con los piquetes de caballería que se interponían en el acceso al colegio. De pronto estalló, sin que nadie lo previera, una bulliciosa carga contra la caballería, agitando latas, lanzado piedras y gritando como salvajes, según anotó un testigo del incidente. Y la sorpresa tuvo efecto. Los caballos se encabritaron y desbocaron ante el inusitado ataque; dieron la vuelta y chocaron contra el piquete que bloqueaba la Av. IV Centenario (hoy Independencia). No pocos policía fueron lanzados al suelo, cuando el jefe del piquete logró controlar a sus hombres. Entonces, un gran número de estudiantes había logrado ingresar al plantel por una estrecha puerta del lado norte.

Coronel Daniel Meza Cuadra y la represión de las Fuerzas Armadas

El prefecto Daniel Meza Cuadra vino al Colegio, entró a conversar con los alumnos, los cuales comenzaron a dar a conocer sus quejas y reclamos, sustentados en el pliego que solicitaban en la huelga decretada, entre los cuales: “… la calidad de la comida de los alumnos internos era pésima; que existían numerosas denuncias sobre el negociado que se hacía con los abastecimientos destinados a la alimentación de los internos; y que a estos se les perdían sus pertenencias por falta de seguridad; que no se les permitía, como antes, la formación de clubes, ni asociaciones estudiantiles para la práctica del deporte y el desarrollo de la cultura; que muchos profesores concurrían ebrios a dictar clases y que cometían abusos contra los estudiantes del Colegio, a los que golpeaban y maltrataban; y que no sabían cómo se había empleado el dinero recaudado a principios de año para la adquisición de implementos deportivos; y que un alumno había muerto en el mes de abril de 1950 a causa de un golpe en la cabeza cuando hacía una práctica deportiva en la clase de Educación Física…” El prefecto los escuchó y luego les dijo: “… Ustedes ignoran que no tienen «derecho de tacha». El «derecho de tacha» sólo existe para los universitarios. Ellos sí pueden quejarse de sus maestros y reclamar que se les cambie, que se les expulse. Ustedes, desgraciadamente, no tienen ese derecho. Les repito, que sólo los universitarios tienen derecho de tacha. Ustedes no. En consecuencia, de acuerdo con las facultades que me ha dado el gobierno, debo de tomar medidas que conduzcan a restablecer el orden aquí y en cualquier lugar donde se produzcan disturbios o intentos de alterar la tranquilidad pública. Ustedes han podido dominar la situación, esta mañana, frente a la policía por la sorpresa con que han actuado y por el número. Yo les pongo de dos mil a cuatro mil soldados armados que los agarren uno por uno y que los saquen de la mano y los entreguen a sus padres. Pero no quiero que eso suceda. No quiero ningún enfrentamiento. Los soldados sólo saben disparar. Se les ha enseñado a combatir, a matar. Ellos no son policías. Ellos no andan con contemplaciones. El gobierno les ha entregado un arma para que la utilicen y les ha enseñado a dispararla cuando se les dé la orden de hacerlo. ¿Piensan ustedes que van a hacerles frente con sus fusiles de madera, con las manos, con unas cuantas piedras, cuando ellos empiecen a disparar sus fusiles y sus ametralladoras? ¿Qué van a hacer ustedes contra las balas? Y aunque no utilicen sus fusiles ¿qué harán cuando los soldados carguen contra ustedes la bayoneta o los agarren a culatazos? El colegio está rodeado. No tienen teléfono. Les han cortado la luz y sólo tienen agua. Hemos decididos que no se mueran de sed. Pero no tienen comida. Muchos de ustedes no comen desde ayer…”
Se produjo un silencio, el Coronel dijo finalmente: “… Mientras persista esta situación, no habrá ningún trato. Bueno, les doy dos horas de plazo. Si a las dos de la tarde, ni un minuto más, no han dejado el Colegio, ordenaré a las tropas que entren a la fuerza y lo tomen por asalto, y, como les dije, los sacarán a ustedes uno por uno y serán entregados a sus padres para que les den una buen tunda…”
El prefecto se levantó y les dijo: “… Esta es mi última palabra, Señores, ¡buenos días! Y recuerden lo conversado...”

### La negativa
Volvió el prefecto al colegio a las 2:00 de la tarde y dijo: “… Se ha cumplido el plazo que les di para desalojar el plantel...” Los alumnos dijeron que no iban a salir por decisión tomada por el Comité de Huelga minutos antes de la visita. Los alumnos contestaron que habían votado para continuar en el Colegio, hasta que sus peticiones sean resueltas, le dijo firmemente Carlos Adaui. Meza Cuadra replicó: “… No quiero hacerles daño, no quiero ordenar a las tropas que inicien el ataque ahora mismo. Voy a darles una oportunidad, pero será la última. Las tropas comenzarán a hablar. Les doy una hora más. ¿¡Entienden!?, ¡una hora más! Se para esa hora no han desocupado totalmente el Colegio ordenaré a las tropas que los desalojen por la fuerza. Sólo podremos conversar hasta las 3:00 de la tarde para decirme que van a salir del colegio y me lo entregarán. No aceptaré más que eso. De lo contrario ordenaré a las tropas que entre en acción a las 3:00, dentro de una hora, exactamente…”

### La Orden de Fuego y el Primer Ataque

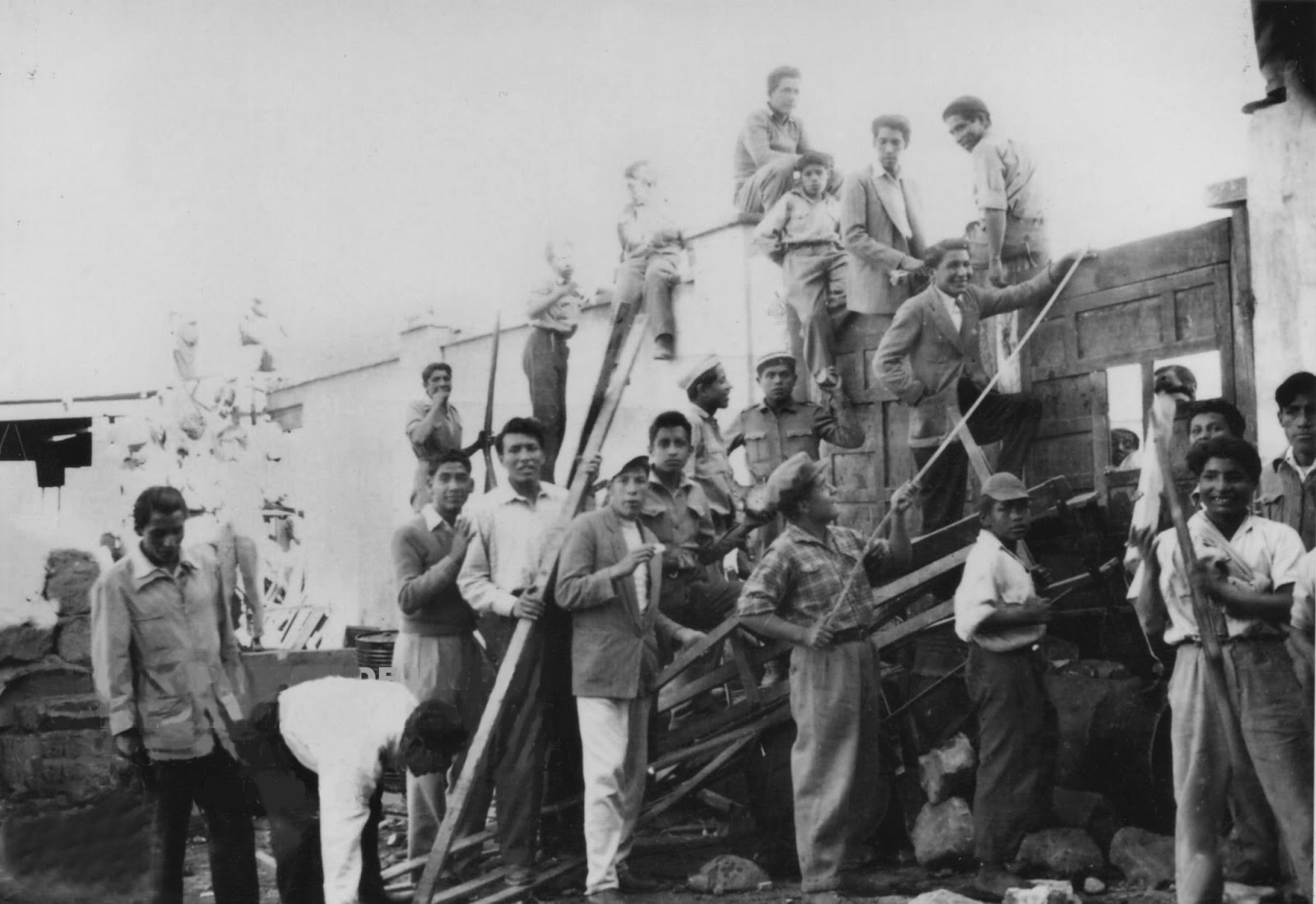
Alumnos resguardando uno de los portones del Colegio

Exactamente a las 3:00 y 1 minuto de la tarde, el Alférez de la Guardia Civil José Torreblanca hizo sonar su silbato y, como si hubieran estado esperando esa señal, las ametralladoras y los fusiles emplazados en las chacras comenzaron a hacer fuego. La gente del Alférez Torreblanca se desplegó como un abanico por el tramo de tierra desde la última cuadra de la calle 2 de Mayo y se dirigió resueltamente con las varas en una mano y la pistola en la otra, hacia la única puerta que existía en esa área y que, lamentablemente no había sido reforzada adecuadamente, porque por allí entraba y salía la familia del portero Narciso Salas, una lluvia de mitades de ladrillo atajó en la mitad de la calle la primera ola de policías.
Varios guardias sufrieron lesiones en el cuerpo, en los brazos cuando se agolparon ante la puerta y fueron blanco fácil de los proyectiles que eran disparados desde arriba por los alumnos. Entonces, los guardias corrieron de regreso a sus posiciones originales en medio de las risas de los alumnos.

### El Segundo Ataque
El segundo ataque se desarrolló con mayores precauciones. El Alférez Torreblanca agrupó a sus hombres y les ordenó que se lanzaran todos a la vez contra el cerco de calaminas y madera. Así lo hicieron y el cerco cayó en toda su extensión. Pero allí se encontraron con la línea defensiva de los alfeñiques. Una lluvia de ladrillazos los recibió en cuanto tiraron abajo el cerco de calamina. Torreblanca dijo posteriormente que sus hombres tenían órdenes de no disparar y que, sobre todo, tenían balas de fogueo en sus armas.
La batalla seguía donde varios guardias fueron despedidos sangrantes, maltrechos y golpeados a raíz del enfrentamiento. En el tópico estaban como cinco o seis chicos lesionados en las bancas del pasadizo curándose.

### El camión militar y la muerte de Narciso Callata

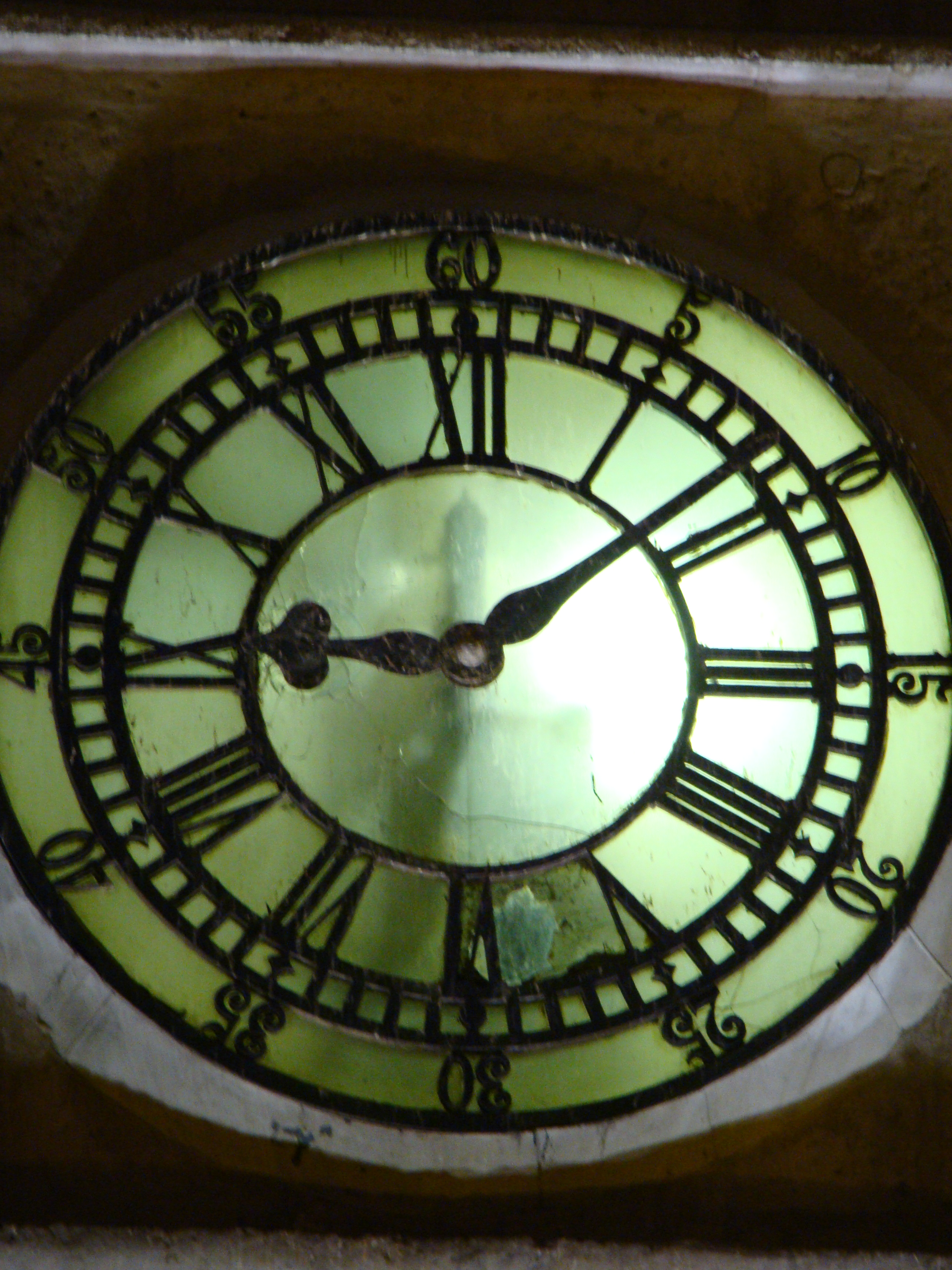
Registro histórico de un agujero en el reloj de la catedral de Arequipa, producto de un impacto de bala producido durante la revolución de junio de 1950.

Un camión militar fue empleado para ingresar al colegio sobre madera, ladrillos, restos de bolsa de cemento, dispersos por la pista. Lo seguían los policías. Fue cuando se abrieron las bocas del infierno. Se acabó el extraño silencio que enmarcaba el avance policial y una lluvia de ladrillos y maldiciones se precipitó desde lo alto de los dos pabellones del colegio. Varios policías, el oficial entre ellos, apuntaron sus armas hacia arriba e hicieron fuego. El obrero Narciso Callata estaba de observador y una bala lo alcanzó en el centro del pecho. Estaba con las manos en los bolsillos del manchado pantalón de trabajo viendo como el camión militar arremetía contra la puerta que él había contribuido a construir, cayendo al suelo de espaldas sin pronunciar grito alguno.
El trabajador estaba con los ojos abiertos. ¡Lo han matado!, ¡está muerto!, dijo Jaramillo. Luego de unos diez minutos, el camión comenzó a retroceder, mientras le caía un alud de ladrillazos. El obrero Narciso Callata estaba muerto. Nadie entendía por qué había muerto él. Persona ajena a cualquier acontecimiento, él no tenía que ver nada con la huelga.

### La marcha
Los alumnos llevaron el cadáver atado con una soga a una escalera manchada de cal y polvo de cemento convertida en camilla. A las 3:50 de esa tarde, un corneta de la banda dio un toque de silencio, mientras que se izaba la bandera a media asta y con un crespón negro en señal de duelo por la muerte del obrero Callata. Había varios alumnos heridos. Los alumnos Bernadino Trelles y José Luis Vera fueron heridos de bala; los alumnos al ver que ya no estaba el auto del prefecto y tampoco el jeep de los milicos, comenzaron a sacar a los heridos para que sean atendidos, al no haber camillas se utilizaron las escaleras de la construcción para transportar el cadáver del obrero Callata y demás heridos. Abrió la marcha silenciosa el cadáver del obrero, luego seguían los heridos, por la calle 15 de Agosto, Jorge Chávez, Víctor Lira, donde antiguamente estaba el Asilo Lira (hoy Complejo Habitacional Nicolás de Piérola), Alto de la Luna, Perú y voltear por la plazoleta del mercado San Camilo. 
En la esquina de la plazoleta con Piérola, había una botica que se la llamaba La Merced del doctor Oscar Álvarez Bisbal, profesor de química del colegio, quien se ofreció a atender a los heridos en su botica, cuando pasó por allí la procesión.
La procesión siguió por Piérola hasta Santo Domingo, luego la Plaza de Armas hasta la calle San Agustín. Frente a la Universidad de San Agustín, en cuya puerta un numeroso grupo de universitarios vio la procesión y comenzó a protestar y a gritar: ¡Asesinos! ¡Asesinos! ¡Asesinos!
El desfile dramático continuó por la calle San Agustín y dobló a la derecha por la calle Bolívar, llegando a la Sanidad de la Policía, situada frente al cuartel de la Compañía de Bomberos de Arequipa Nº1. Allí no quisieron atender a los heridos por temor a comprometerse, sobre todo cuando observaron el cadáver del obrero Callata. El entonces el teniente de bomberos Nazry Salomón, que había escuchado el llamado de las campanas de la catedral a rebato, ofreció su automóvil para llevar a los alumnos heridos al hospital, metiendo parte de los heridos en el auto de Salomón y a los demás en la ambulancia de la Asistencia Pública. El cadáver de Callata fue llevado a la Universidad donde lo pusieron en una mesa y encendieron velas a las 5:30 p. m..

### La indignación y la respuesta
El pueblo de Arequipa, en todo este lapso de tiempo que duró la procesión, se agrupó en la Plaza de Armas y en distintos puntos de la ciudad. Los pobladores gritaban: ¡Asesinos!, ¡Asesinos!, ¡Abajo la dictadura!, ¡Muerte a Meza Cuadra! En el Hospital Goyeneche finalmente fueron atendidos los alumnos junto con algunos civiles y policías que también resultaron heridos. Los trabajadores del Mercado San Camilo se conmovieron de tal atrocidad generada por el Coronel Daniel Meza Cuadra, en dar la orden de atacar a los estudiantes, inmediatamente se promovió un movimiento de solidaridad. En el Colegio, en la parte central, a las 6:00 p. m.. se notó la presencia de una comitiva de trabajadores del Mercado San Camilo, que les dijeron: “… ¡Jóvenes, los comerciantes del histórico Mercado Central de San Camilo hemos hechos una colecta de solidaridad para apoyarlos. Nos ha dolido mucho que los hayan atacado en la forma como lo han hecho, pero ya pagarán los que les han hecho tal atrocidad. No queremos ofenderlos, pero pensamos que necesitaban algo para comer ya que ustedes no se mueven de aquí del Colegio desde ayer… “

Alumnos parapetados en los pabellones del Colegio Independencia

Pidieron permiso para que sus compañeros ingresaran al Colegio. El Cholo Álvarez y el Conejo Salas dispusieron que se habilitara una sala del pabellón central como almacén. Y comenzó el desfile más conmovedor: Delante del alumnado pasaban hombres y mujeres, uno a uno, llevando canastas de frutas, canastones de pan, enormes bolsas de azúcar, arroz, fideos, carne, enormes cantidades de carne de medias reses, corderos enteros, piernas, mitades de cerdos, costales de verduras, canastas de queso de distintas clases, grandes bolsas de galletas y caramelos, piernas asadas de chancho y cancacho, decenas de paquetes de mantequilla envuelta en panca de choclo. La sala habilitada como depósito se llenó en 15 minutos hasta el techo y el aroma de la fruta se extendió por todo el pabellón.
Los alumnos agradecieron tal gesto y les dieron la mano. Un exalumno decía: “Su gesto quedará eternamente en nuestros corazones y la vida las recompensará con creces…” Tal como habían venido, uno a uno, mujeres y hombres, se retiraban después de estrechar las manos de los alumnos. Con palabras muy sencillas también felicitaban a los alumnos por su gran valentía, por no haber dejado tomar el Colegio a pesar de estar desarmados. Asimismo los estimulaban diciéndoles: ¡Sigan hasta que triunfen!, ¡No desmayen muchachos, los apoyaremos hasta el fin!, ¡Arequipa los respalda!, ¡Los queremos como si fueran nuestro hijos!. Al final Zazarini volvió a cerrar la reja con los gruesos alambres de siempre. Nuevamente, los alumnos quedaban solos. En medio del repentino silencio en que no se había que decir, se escuchaba el sonido de los disparos que llegaban desde el centro de la ciudad. Se hizo un llamado los alumnos que estaban almacenando ladrillos en las zonas conflictivas y les dijeron que recogieran lo que quisieran del depósito. Entonces se formó una cola y salían de la sala con pan, trozos de queso, fruta, etc.; en fin, lo que más les gustaba. Luego se fueron a tender en el pasto del campo deportivo con pan, queso y fruta; encendieron nuevas fogatas para disminuir el intenso frío de las noches que estaban pasando al cuidar el Colegio.

### El toque de queda

La Policía en las calles de la Ciudad de Arequipa

Después de los incidentes trágicos del martes en la tarde, la ciudad quedó aparentemente tranquila, sin embargo se advirtió gran movimiento de tropas en la ciudad: Patrullas de soldados en camiones vigilaban los lugares estratégicos de la ciudad en previsión de incidentes. Las tiendas cerraron sus puertas. La gente en las esquinas de las calles y plazas comentaban los sucesos ocurridos en la “I”. Pero después de las 12 de la noche quedó prohibido el tránsito de personas por las calles. Los dirigentes de las principales instituciones laborales de la Blanca Ciudad sesionaron en forma extraordinaria en la noche del martes 13, acordándose el Paro General en señal de protesta, mientras no se deslinden responsabilidades de los sangrientos sucesos ocurridos esa tarde.

## Miércoles 14 de junio

### La Solidaridad

Grupo de mujeres, en su mayoría madres y alumnas de otros colegios, dando de comer a los alumnos.

Ese día el Colegio Independencia estaba congestionado de mucha gente. Decenas de amas de casa, madres, hermanas, familiares y curiosos llegaron hasta el lugar de los hechos. Unos venían del sector de Miraflores, otros de Tingo, otros de Socabaya, otros de Tiabaya, Yanahuara, Cerro Colorado, como así también del Cercado de Arequipa, tomando la ruta de la calle Víctor Lira que era el lugar más transitado esa época. Ese día en el interior del Colegio se hizo una olla común. Había entre los visitantes una enorme cantidad de colegialas de distintos plantes femeninos, porque a causa del inicio de la huelga y de los sucesos del día martes, las clases estudiantiles fueron suspendidas en toda la ciudad, y también ayudaban a cocinar para los alumnos que cuidaban el Colegio desde el día lunes. Trajeron algunas frutas, medicinas, sándwiches. El señor Aquilino Rivera, dueño de la fábrica de gaseosas “La Selecta” que estaba ubicada en el sector del IV Centenario, donó decenas de cajas de gaseosa para poder así aplacar la sed de los huelguistas del Colegio Independencia, como así de sus familiares. Las madres de los alumnos, apoyadas por las colegialas, instalaron unos 15 precarios fogones a lo largo de la pista sur, frente al pabellón del Internado y comenzaron a preparar comida en grandes ollas. Alrededor de la 1:00 de la tarde dieron un suculento almuerzo al alumnado.

### El Alfeñique desconocido
Ese mismo día miércoles, alrededor de las 10:00 de la mañana, un hombre de unos 25 años de edad entró por la reja abierta al Colegio mostrando una ametralladora y dos cajas de municiones y dijo: “… Soy ex alumno de la “I” y ex Sargento del Ejército, he vendió a defenderos...”. Este acontecimiento causó una tremenda emoción en los alumnos, pero a la vez mucho temor, pues no era correcto tener dicho armamento en el Colegio. Dicha persona narró que había asaltado a un camión del Ejército y que él se apoderó de esa ametralladora. Además dijo: “… mientras yo esté aquí nadie los maltratará”. Fueron las únicas palabras que dijo. A continuación, emplazó la ametralladora en el vestíbulo orientándola hacia la avenida 15 de Agosto, en previsión de un nuevo ataque de los militares por ese sector. Sin embargo, los alumnos lo convencieron de que esa arma de ese tipo, en lugar de ayudarlos los comprometería en tremenda situación y que era mejor llevar la ametralladora a otro lugar de la ciudad en la cual era más útil utilizarla en defensa del pueblo que estaba indefenso sin armas. El ex Comando contestó: “Creo que tienen razón”. Levantó nuevamente el arma, sus dos latas de municiones y se fue; se despidió de todos en forma sonriente y desapareció del escenario dejando a todos con la incógnita de conocer su nombre aunque según algunos historiadores arequipeños se trataría de Don Santiago Paredes Soto, ex sargento y veterano de la guerra de 1941. cabe destacar que fue Don Santiago Paredes Soto el cual ametralladora en mano  fue el único que disparo contra los militares en la plaza de armas de Arequipa cuando las tropas del gobierno quisieron tomar por la fuerza la plaza de armas, testigo de estos disparos es el reloj de la catedral de Arequipa que aún conserva en su interior una bala producto de estos disparos. Después de estos disparos viendo que la situación estaba perdida Santiago Paredes Soto logro escapar por las azoteas de los edificios del portal de flores y del portal de la municipalidad. este testimonio esta confirmado por Eusebio Quiroz Paz Soldán.

### Las Barricadas y los enfrentamientos civiles

Una de las barricadas levantadas por los alumnos del Colegio Independencia

En vista de los acontecimientos sangrientos que se dieron en el Colegio Independencia, así como la manifestación popular en la Plaza de Armas el día martes, las casas de la ciudad, el día miércoles presentaban el Pabellón Nacional a media asta, con cintas negras en señal de duelo. A este duelo se sumó el Paro General, pues todas las actividades fueron levantadas.

Barricada levantada en la esquina de Cruz Verde con Pte. Bolognesi

Desde el día anterior se observó en la población el deseo de levantar barricadas en los principales cruceros de las calles de Arequipa sacando adoquines para tal efecto. Lo mismo sucedió en los cruces cercanos al Mercado San Camilo. Pero las que llamaban más la atención fueron las que se encontraban en la Plaza de Armas en sus cuatro entradas. Los muertos que resultaron de la refriega del día martes, fueron llevados a ser velados en el local de la Universidad de San Agustín, y allí gran cantidad de personas desfilaban delante de los cadáveres. Ese mismo día se formó la Guardia Urbana para evitar los saqueos y los ataques a la propiedad privada. Muchos ciudadanos, en un camión, se dirigieron al Aeropuerto Rodríguez Ballón, a fin de evitar que las autoridades políticas huyan de Arequipa. Ese mismo día, una gran turba de manifestantes se dirigieron rumbo al Casino Militar asaltándolo y destruyendo los enseres del local, la biblioteca y todos los útiles que se encontraron. La multitud sacó los muebles, enseres y los quemaron frente a la calle Mercaderes. Asimismo, hubo un saqueo a la Zapatería Paredes, causando daños materiales que, según el dueño de dicho establecimiento, ascendían a 25,000 soles.
Patrullas del Ejército, en camionetas, recorrían las calles de la población. En la Plaza de Armas se comentaba que Vicente Taco Díaz fue baleado en el Parque Duhamel y que murió luego en el Hospital Obrero. El pueblo enardecido y enfurecido comenzó a capturar a medio de la Policía y el Ejército para poder armarse. Frente al local de la Universidad, un Mayor y 5 soldados del Cuartel Salaverry fueron capturados y retenidos como rehenes en el locar de la Universidad. En otros lugares como el Parque Duhamel, Plazoleta del Mercado San Camilo, el local de la Luz Eléctrica, emisoras locales, puente Grau, algunos miembros del Ejército y de la Policía fueron desarmados. El mismo día, en Yanahuara, un grupo de manifestantes furiosos asaltaron la casa del prefecto coronel Daniel Meza Cuadra, causándole serios daños. Para entonces, el coronel ya había huido de la ciudad en un helicóptero que lo salvó de un ajusticiamiento seguro.

### El Cabildo Abierto

Manifestación y Cabildo Abierto en la Plaza de Armas de Arequipa

A las 3 de la tarde se convocó, por las diferentes emisoras locales, a una reunión de Cabildo Abierto en el local de la Municipalidad, iniciando la reunión con la presencia del Dr. Francisco Mostajo, a horas 8:30 de la noche aproximadamente. Salió una Comisión Parlamentaria de la Municipalidad, integrada por los señores Dr. Javier Belaúnde, Carlos Bellido, Dr. Arturo Villegas y Arnoldo Guillén. De esa comisión fueron gravemente heridos por disparos el Dr. Arturo Villegas y el Sr. Carlos Bellido, muriendo ambos. Esta comisión salió con una bandera blanca en misión de paz a fin de evitar la masacre de un pueblo desarmado y poner punto a los trágicos sucesos. Esto enardeció al pueblo conglomerado en la Plaza de Armas y siguieron las escaramuzas entre la policía y el ejército contra un pueblo desvalido y sin armas.

## Jueves 15 de junio

### El Glorioso Epílogo

Veteranos de la Promoción 1951: Neira, Podestá, Gutiérrez y Vizcardo, del Cuarto B.

En vista de que el Coronel Daniel Meza Cuadra declinó ante el Supremo Gobierno el cargo de prefecto del Departamento, en su reemplazo fue nombrado el General de Brigada Alejandro Ruiz Bravo, cargo que juró en la Capital de la República. Ese día la ciudad volvía un poco a la calma. Aquel día jueves, 15 alumnos del Colegio Independencia, que eran poquísimos que quedaban en resguardo de su Colegio, cantando el Himno Nacional, bajaron la bandera con el crespón de luto que ondeaba a media asta sobre el pabellón Central y luego de cantar el Himno del Colegio guardaron la Bandera en la Dirección. Se retiraron de su amado Colegio después de haber estado tres noches en resguardo de sus instalaciones. 
A partir del día Viernes 16 la ciudad fue normalizándose paulatinamente y el sábado 17 casi ya no se oían disparos.

### La dictadura de Odría
La lección de Civismo que dio Arequipa en junio de 1950, en defensa de la libertad y de la democracia, fue destacada en el extranjero, ya que en el Perú imperaba la censura de la Prensa, como puede advertirse en el caso de los tres diarios que publicaron versiones muy recortadas. Las heridas abiertas provocaron un sentimiento de rechazo a la dictadura del       General A. Odría. Hasta hoy aún puede advertirse el viejo el mito de que el APRA estuvo detrás de todas estas movilizaciones, afirmando que se infiltró en el estudiantado de la “I”, presunciones que nunca han sido demostradas.